# Molló
Molló település Spanyolországban, Girona tartományban. Molló Camprodon, Llanars, Setcases és Prats-de-Mollo-la-Preste községekkel határos. Lakosainak száma 374 fő (2024).

## Népesség
A település népessége az elmúlt években az alábbi módon változott:
| Lakosok száma | 380  | 984  | 878  | 637  | 388  | 343  | 360  | 339  | 337  | 1182 |
|               | 1717 | 1887 | 1936 | 1960 | 1986 | 2004 | 2009 | 2014 | 2019 | 2039 |